# André Wormser

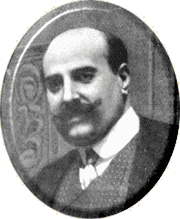
André Wormser, 1903

André Alphonse Toussaint Wormser (* 1. November 1851 in Paris; † 4. November 1926 in Paris) war ein französischer Komponist der Romantik.
André Wormser studierte am Pariser Konservatorium bei Antoine François Marmontel (Klavier) und François Bazin (Musiktheorie). 1875 gewann er mit der Kantate Clytemnestre den Premier Grand Prix de Rome. Er komponierte Ballette, Operetten, Vaudevilles, sinfonische Werke, Kammermusik, Lieder und Klavierwerke. Seine bekannteste Komposition war die Musik zu der Pantomime L’Enfant Prodigue.